# Otto von Thoren

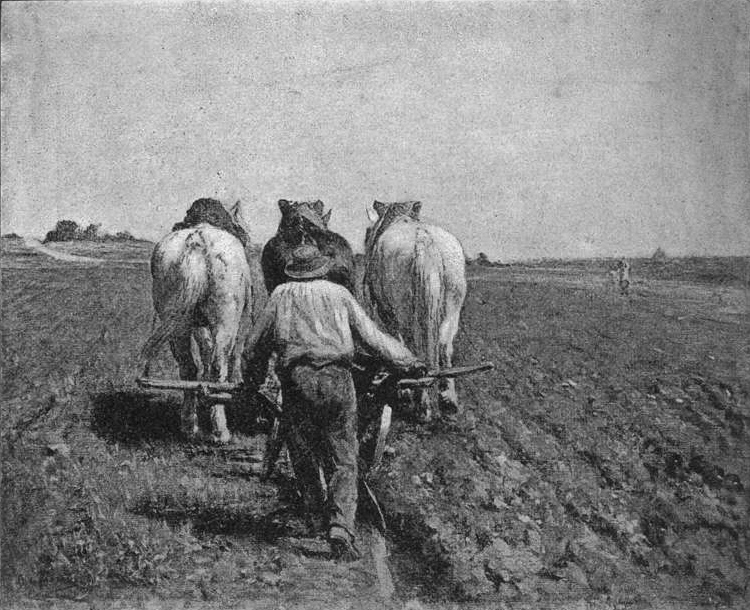
Otto von Thoren: Beim Pflügen, um 1890

Karl Kasimir Otto Ritter von Thoren (* 21. Juli 1828 in Wien; † 15. Juli 1889 in Paris) war ein österreichischer Offizier und Maler.

## Leben
Thoren war der Sohn des Obersts Franz Kasimir Ritter von Thoren und dessen Frau Konstanze Maria (geborene Lachmann). Er wurde 1846 Offizier und war 1848 am ungarischen Feldzug beteiligt. Anschließend hielt er sich längere Zeit in Venedig auf, wo er als Adjutant des Militär- und Zivilgouverneurs Ludwig Gorzkowski eingesetzt war. Nachdem er sich 1857 der Malerei zuwandte, studierte er mehrere Jahre in Brüssel und Paris.
Mitte der 1860er Jahre erhielt er den Auftrag für ein Reiterbildnis des Kaisers Franz Josef in Wien. Nachdem er noch den Tod Gustav Adolfs gemalt hatte, ein beliebtes Motiv für Historienmaler, wandte er sich der Tiermalerei zu, vor allem der Darstellung des Weideviehs. Die von ihm geschaffenen Gemälde befinden sich u. a. im Heeresgeschichtlichen Museum in Wien. Er starb in Paris und wurde auf dem Friedhof Montmartre beigesetzt.

## Werke (Auswahl)

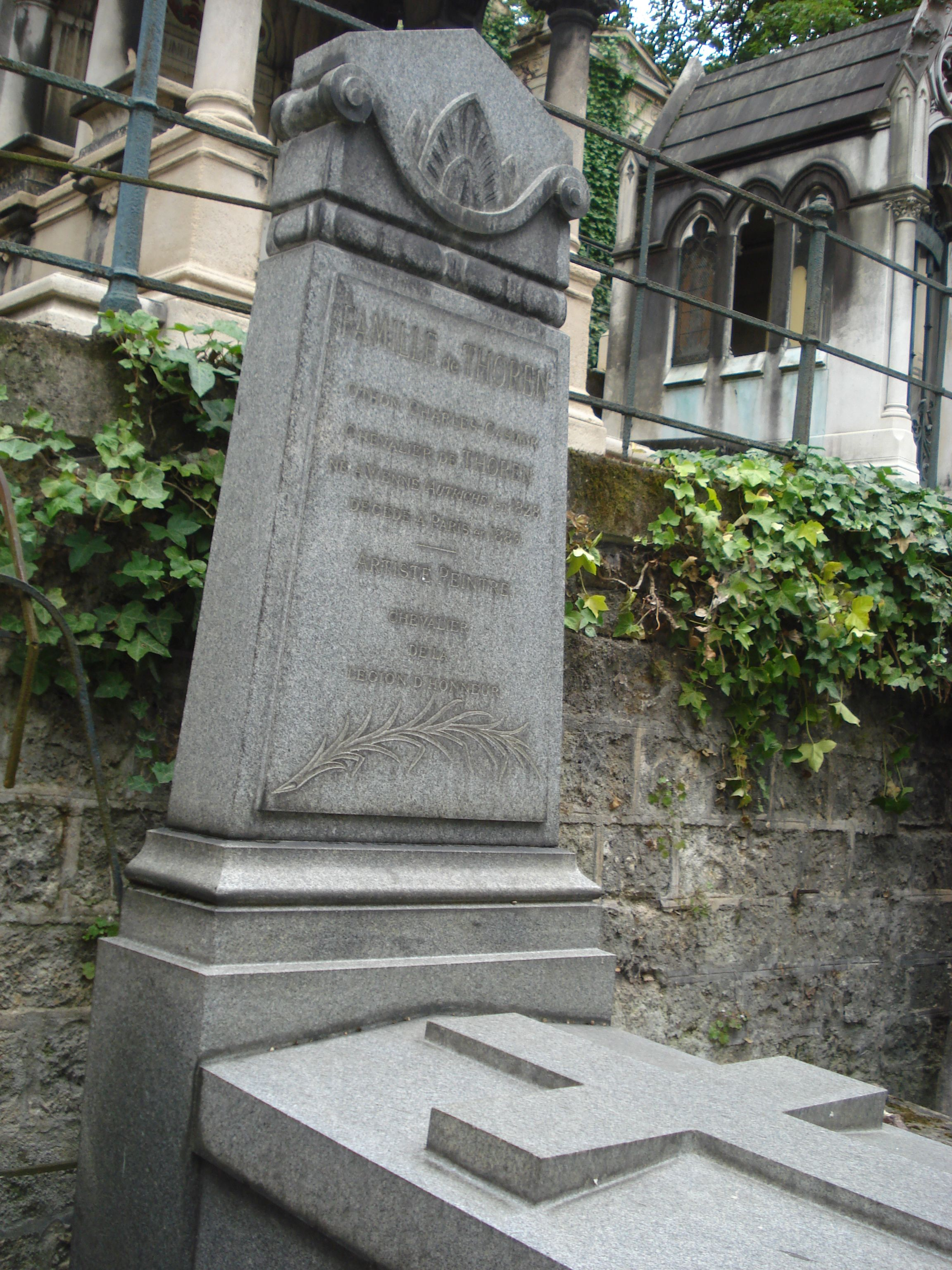
Grab von Otto von Thoren am Friedhof Montmartre, 22e division

- Ungarische Ochsen, gegen den Wind nach Hause getrieben,
- Ackernde Ochsen,
- Pflüger aus der Normandie,
- Der herannahende Wolf,
- Ochsengruppe bei Sonnenuntergang.
- Heueinfuhr bei aufziehendem Gewitter, Öl auf Leinwand[1]
- Fütterung der Meute nach der Parforcejagd, Öl auf Leinwand[2]